# کشمر کت
مگنوس آگست هویبرگ (به انگلیسی: Magnus August Høiberg؛ زادهٔ ۲۹ نوامبر ۱۹۸۷) که به‌طور حرفه‌ای با نام کشمر کت (به انگلیسی: Cashmere Cat) شناخته می‌شود، دی‌جی، تهیه‌کنندهٔ موسیقی، ترانه‌پرداز و موسیقی‌دان نروژی می‌باشد.